# Calomys mattevii
O ratinho-de-cauda-curta (nome científico: Calomys mattevii) é um roedor endêmico do Brasil, ocorre no Nordeste e Centro do Brasil do Piauí e Ceará através de Pernambuco, Sergipe, Bahia, Tocantins, até Goiás, Distrito Federal e Minas Gerais. No Ceará C. mattevii foi registrado em Brejo de Altitude e na Caatinga.